# ماکسیمه تیکسیرا
 ماکسیمه تیکسیرا (انگلیسی: Maxime Teixeira؛ زاده ۱۸ ژانویهٔ ۱۹۸۹) یک تنیس‌باز اهل فرانسه است. 